# Ulisseja, czyli założenie Lizbony
Ulisseja, czyli założenie Lizbony (org. Ulyssea ou Lisboa edificada) – poemat Gabriela Pereiry de Castry, wydany po śmierci autora, w 1636. Utwór opowiada o założeniu Lizbony, którego dokonać miał mityczny Odyseusz w trakcie swoich morskich podróży w miejscu, które okazało się dogodne do zacumowania statków, a ponadto żyzne i obfitujące w owoce. Celem poematu było podkreślenie wielkości narodu portugalskiego. Utwór jest – podobnie jak Luzjady Luísa Vaza de Camõesa – napisany oktawą (oitava rima).
As Armas e o varão que os mal seguros
Campos cortou do Egeu e do Oceano,
Que por perigos e trabalhos duros
Eternizou seu nome soberano:
A grã Lisboa e seus primeiros muros
(De Europa e largo Império Lusitano
Alta cabeça), se eu pudesse tanto,
À Pátria, ao mundo, à Eternidade canto.